# 不沈アタッカー
『不沈アタッカー』（ふちんアタッカー、Fuchin Attacker）は、粂田晃宏による日本の漫画。男子高校生のバレーボールを題材にした作品で、『週刊ヤングマガジン』（講談社）にて、2013年9号から2014年7号まで連載された。全5巻の単行本が刊行されている。
主人公の海野有気は、中学時代からずっと憧れていた“怪物”エース真木英至を追いかけて、静波高校に進学しバレーボール部に入る。幾多の困難を経て自身のレギュラー獲得と静波高校の春高優勝を目指して奮闘する。
作者もかつて藤枝明誠高等学校の2、3年時には国体の県代表選手に選出され、大学4年時には実業団チームから勧誘を受けるなど、高いレベルでバレーボールをプレイしていた。そのためバレーボールに対する造詣が深く、プレイヤー視点の心理や細かな技術の描写がなされている。

## あらすじ
海野有気は、中学時代からずっと憧れていた“怪物”エース真木英至を追いかけて静波高校に入学する。レギュラーメンバー入りはおろかベンチ入りすらできず雑巾係をしていた有気は、部室で偶然に真木と一対一で話をする。そこで「真木と同じ高校にいる」という現状に満足していることに気づかされた有気は、翌日の練習試合のタイムアウト時に自身の出場を志願。真木の怒りを買いながらも出場した有気は、その才能の片鱗を見せる。その後は幾多の困難を経験しながら、レギュラーメンバー入りと静波高校の春高校優勝を目指して努力を重ねる。

## 登場キャラクター

### 静波高校
静岡県にある高校。静岡5強の一角とされ前回のインターハイ予選では唯一、葵学園から1セットを奪う。
海野有気
本作の主人公。1年生。ポジションはウイングスパイカー。身長180センチメートル。真木のいた吉崎中学の隣の”池中”出身で中学時代から真木に憧れていた。静波高校バレーボール部入部後も真木の真似ばかりして周囲には「小真木」と馬鹿にされていたが、実際は怪物真木の動きを完璧なまでにコピーする優れた洞察力と運動神経の持ち主。
浜松国際高校のセッターにはブロックの弱さを見抜かれるが、それ以外のプレイはそつなくこなす。守備ではブラジル人留学生選手のスパイクを初見でレシーブしたり、攻撃においてもコースの打ち分けやブロックアウトを狙ったスパイク、相手の反応にあわせて即座にスパイクの種類をかえるなど器用。その他に相手のトス回しを予測するインテリジェンスも持ち合わせており、セッター未経験ながらもとっさに精度の高いトスをあげたこともある。小林からは「バレーボールを知っている」「底が知れない」、藤井からは「（センスを）持っている」と評される。
真木英至
3年生でキャプテン。ポジションはウイングスパイカー。身長193センチメートル。“怪物”と評される全国でも屈指のアタッカーで、吉崎中学時代には全国ベスト4になっている。県内トップの葵学園にも誘われたが、「葵学園を倒して春高優勝する」ために小林、嶋、玉木などの現3年生メンバーとともに静波高校に入学する。1年生時からレギュラー入りしていたが、上級生と揉めることも多く、石で殴られた傷が額にある。
高さ・威力ともに桁外れのスパイク力が最大の特徴で、トスが多少乱れても構わず強打を打ち込む。ジャンプサーブも強力で過去にはインターハイ予選で10本連続サービスエースしたこともある。
守備でも有気の目線からスパイクコースを読んで完璧にレシーブし、崩れた体勢から正確な平行トスをこなすなど、全体に弱点がない。バレーボールに取り組む姿勢は真摯だが、それ以外では暴君と評されるほど粗暴が悪く、くじ引きで決まった春高の選手宣誓でも葵学園一強時代を「クソ退屈」と言い放ち、騒動を起こす。ベンチプレスでは120kgをそれほど苦労する様子もなく上げ、2.3kgの「富士山カツカレー」を15分48秒で完食した記録も持つ。
小林剛
3年生で副キャプテン。ポジションはセッター。身長179センチメートル。有気曰く、3年生の先輩の中で唯一ちょっとだけ優しい。
普段は冷静沈着だが、浜松国際高校のマルチネスが藤木東高校をバカにしたような態度をとった際は感情的になった。
玉木力
3年生。ポジションはウイングスパイカー。身長184センチメートル。力強いスパイクとブロックが持ち味だが、レシーブをやや苦手としている。有気にブロックの指南をする。実家は洋食屋「Grill Tama」。
藤井陽一
3年生。ポジションはウイングスパイカー。身長187センチメートル。左利き。インナーコースへのスパイクが得意。
梅野清彦
3年生。ポジションはミドルブロッカー。身長193センチメートル。チームで一番ブロックがうまい。
奥井真介
3年生。ポジションはミドルブロッカー。身長185センチメートル。重要な局面でも緊張しない。玉木曰く「体力がなさすぎる」らしく、試合中は常に「早く休みたい」と考えているらしい。
嶋祐輔
3年生。ポジションはリベロ。身長168センチメートル。玉木および葵学園エースの佐野とは同じ中学校出身。葵学園からの勧誘を断って静波に入学。玉木および他3年生と一緒に春高へ出場したい思いが強く、
玉木に対しては（玉木自身のレギュラーポジションを脅かす）有気にブロックを教えていることにいらだち、ブロックの指導をしないよう忠告する場面もあった。
中井純也
2年生。ポジションはウイングスパイカー。身長183センチメートル。2年生で唯一ちょっと試合に出ている。スパイクだけでは玉木以上とされる。
中野杏
バレーボール部副顧問の国語教師。27歳女性。身長170センチメートル。試合中にタイムアウトをとって真木に「今タイムアウトをとったら相手が調子にのるだろうが」と睨まれる。実家暮らし。

### その他
佐野猛
葵学園3年生のエースでキャプテン。ポジションはウイングスパイカー。身長191センチメートル。玉木と嶋は同じ中学校出身。女子にモテる様子。
坂本謙
葵学園3年生。ポジションはミドルブロッカー。身長201センチメートル。通称“フランケン”。
後藤将斗
石神工業3年生のキャプテン。ポジションはウイングスパイカー。身長187センチメートル。通称“ゴッチ”。真木とは同じく吉崎中学出身で裏エースをしていた。真木には頭が上がらない様子。サーブの精度が高い。
春高予選で静波高校と対戦する前日に真木とは互いに「今日は練習しない」と約束しあうが、ちゃっかりOBに相手をしてもらって練習している。
古田健太郎
石神工業3年生。ポジションはミドルブロッカー。身長187センチメートル。
荒木信吾
石神工業2年生。ポジションはウイングスパイカー。身長186センチメートル。
松本翔
富士宮学院3年生。ポジションはリベロ。中学時代は真木に打ち勝ったこともあるエーススパイカーだったが、身長が伸びずリベロに転向した。
マルチネス・バレット
浜松国際高校所属。身長197センチメートル。ブラジル人留学生。
水野光
藤木東高校3年生のキャプテン。ポジションはウイングスパイカー。身長182センチメートル。小林とは同じ中学校の出身。静波高校でもプレイできるほどのセンスを持っていたが、成績が優秀であったため進学校である藤木東高校に進学した。

## 書誌情報
- 粂田晃宏 『不沈アタッカー』 講談社〈ヤンマガKCスペシャル〉、全5巻
  1. 2013年05月02日発売[3]、ISBN 978-4-06-382305-9
  2. 2013年07月05日発売[4]、ISBN 978-4-06-382330-1
  3. 2013年10月04日発売[5]、ISBN 978-4-06-382375-2
  4. 2014年01月06日発売[6]、ISBN 978-4-06-382408-7
  5. 2014年02月06日発売[2]、ISBN 978-4-06-382415-5